# Beurre, œuf, fromage
Pour les articles homonymes, voir BOF et Beurre (homonymie).
Beurre, œuf, fromage (BOF) est l'ancien sigle du commerce de produits alimentaires, du grossiste des Halles au détaillant crémier vendant donc du beurre, des œufs et du fromage.
Son sens est devenu péjoratif en France, durant l'Occupation allemande avec les cartes de rationnement, très recherchées au marché noir. 
Par extension, BOF désigna une personne s'enrichissant grâce au marché noir pendant cette période. Le roman Au bon beurre de Jean Dutourd met en scène, sur un ton satirique, les aventures d'un couple de BOF sous l'Occupation. Dans l'immédiat après-guerre le captage par le marché noir des produits alimentaires en pénurie continue et déclenche des manifestations au cours de l'année 1947, notamment celle du 12 novembre à Marseille, au cours de laquelle un jeune ouvrier de 19 ans, Vincent Voulant, est tué par balles et 4 autres manifestants, également victimes de tirs partis du même bar de nuit, sont gravement blessés, dont deux opérés et toujours en situation critique le surlendemain.